# Сімейство тепловозів ТЕ3

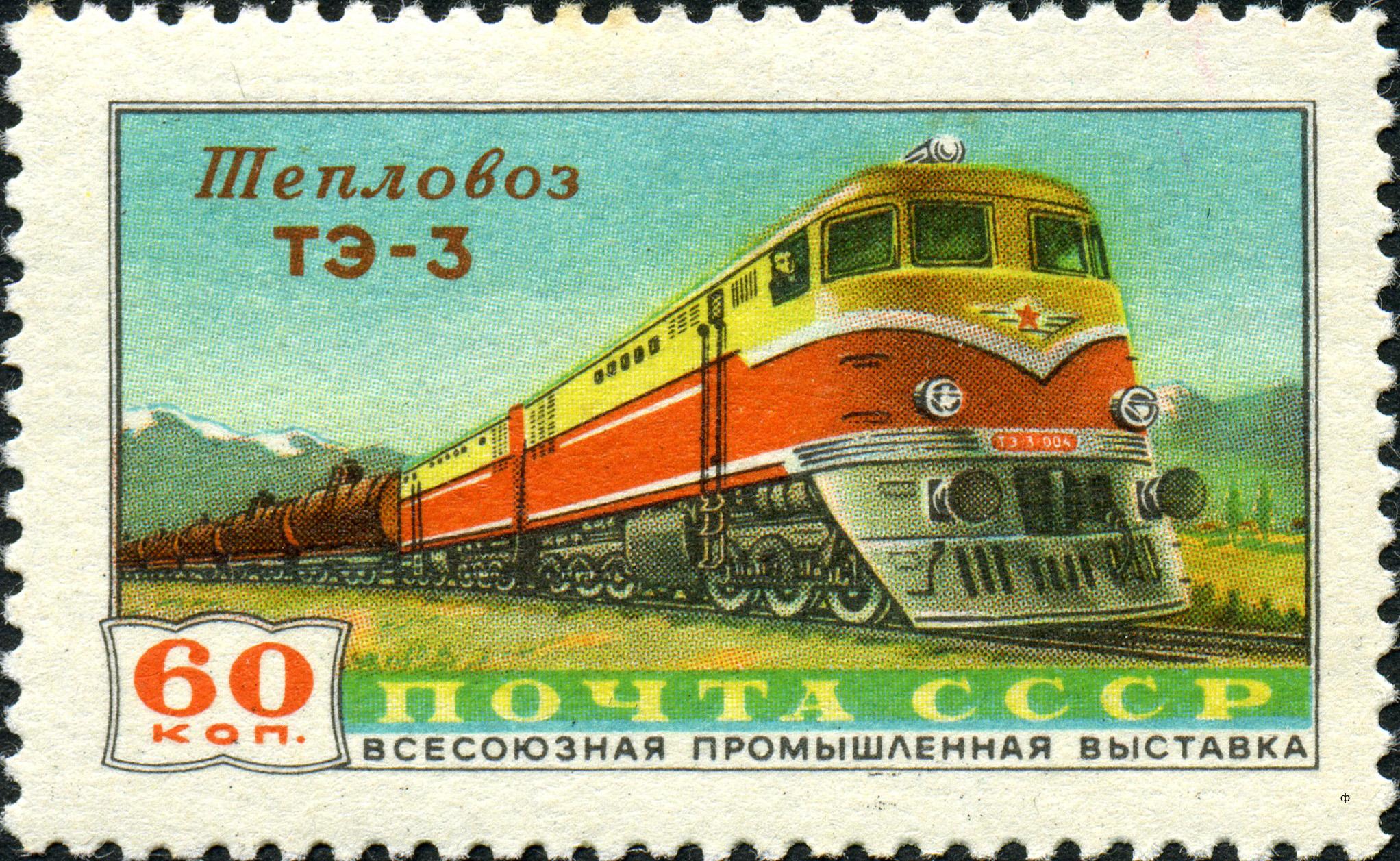
Поштова марка СРСР, 1958 рік

Сімейство тепловозів ТЕ3 — тепловози, створені на базі серії ТЕ3, зважаючи на подібності конструкції, а часом лише позначення, ці локомотиви іноді зараховують до загального випуску ТЕ3.

## ТЕ3
Вантажний магістральний тепловоз, масштабно будувався в СРСР з 1956 по 1973. 
Тепловози ТЕ3 будували одночасно 3 заводи, тому ці тепловози швидко з'явилися в усіх куточках СРСР. Тепловоз ТЕ3 став наймасовішою серією мережі радянських залізниць. З 1956 по 1973 було побудовано 6808 тепловозів (Харківським заводом побудовано 599 тепловозів, Коломенським — 404, Луганським — 5805). Такі масштаби будівництва дозволили в найкоротші терміни завершити перехід на тепловозну і електровозну тягу на всій мережі радянських залізниць.
Головним недоліком тепловоза був його дизельний двигун, не пристосований для роботи в умовах змінних навантажень, що призводило до частого виходу з ладу. Недоліки мала і система охолодження, що при перегріві дизельного двигуна викидала охолоджувальну воду. Особливо відчутним цей конструкторський недолік був у безводних районах СРСР, машиністи були змушені доливати дизельне пальне в охолоджувальну систему, що підвищувало небезпеку виникнення пожежі. Погіршувало ситуацію і погане технічне обслуговування. Пізніше були спроби замінити двигун 2Д100 двигуном типу Д49, однак ця ідея не набула масового характеру.

## ТЕ30
Тепловоз з Електричною передачею, 30-та модель — дослідний радянський двосекційний тепловоз, випущений 1961. Створений у зв'язку з постановами Ради Міністрів СРСР від 15 липня 1959 № 639 та від 19 липня 1960 № 743, за якими вимагалося розробити проєкт модернізації тепловозів ТЕ3.
Модернізація насамперед з докорінною зміною конструкції кузова. Зовні ТЕ30 був схожий на ранні ТЕ10: такі ж візки, тягові електродвигуни, схема збудження генератора, а також схожий цільнонесний кузов (у ТЕ3 він був з несною рамою). На тепловозі був встановлений дизельний двигун 6Д100, у якого завдяки підвищенню тиску наддуву потужність кожного циліндра була підвищена до 250 к.с., що при потужності як у 2Д100 дозволило зменшити кількість циліндрів з 10 до 8, це в свою чергу знизило масу двигуна з 17,3 до 14 т. Охолодження наддувного повітря здійснювалося за допомогою повітря (на ТЕ3 водою) в двох стільникових холодильниках. Також був встановлений більш легкий тяговий генератор. Завдяки цьому, дизель-генераторна установка тепловоза ТЕ30 була на 4,5 т легше, ніж у тепловозів ТЕ3.
Після побудови ТЕ30-001 випробовували до кінця 1961. Того ж року тепловоз був представлений на виставці локомотивів на Ризькому вокзалі в Москві. Після цього тепловоз відправили на Південну залізницю, де він експлуатувався в депо Основа. Порівняно з тепловозами ТЕ3, тепловоз серії ТЕ30 не давав серйозних переваг, а широке поширення на залізницях більш потужних тепловозів серій 2ТЕ10 зробило його безперспективним. 1978 тепловоз ТЕ30-001 був виключений з інвентарного парку.

## ТЕ3Л
ТЕ3Л (ТЕ3, Луганська модифікація; проєктне позначення — ТЕ20) — дослідні радянські вантажні тепловози потужністю 2×2000 к. с..
Рада міністрів СРСР видала постанови № 639 (від 15 липня 1959) і № 743 (від 19 липня 1960) про розробку проєктів модернізації ТЕ3. Ці проєкти розробляли Харківський завод транспортного машинобудування (ХЗТМ) та Луганський тепловозобудівний завод. Проєкт Харківського заводу замінював кузов на цільнонесний, ідентичний кузову перших 2ТЕ10, і пропонував створення нової дизель-генераторної установки (див. ТЕ30). На відміну від Харківського, проєкт Луганського заводу передбачав лише незначну переробку кузова тепловоза, зі збереженням його довжини і конструкції (з несною рамою).
Дослідні тепловози ТЕ3Л 1968 були виключені з інвентарного парку.

## ТЕ7

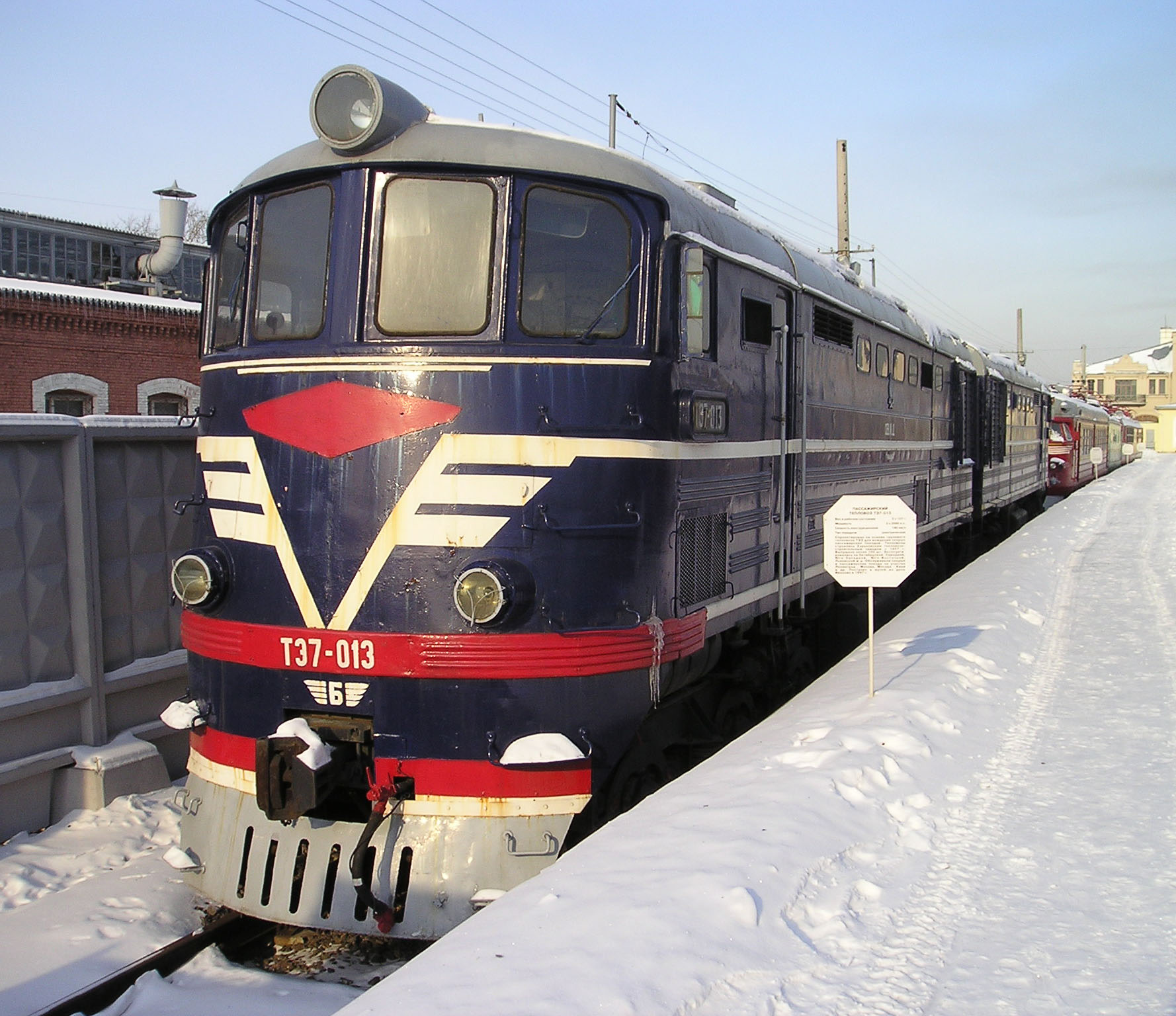
ТЕ7-013 в музеї Жовтневої залізниці

ТЕ7 (Тепловоз з Електричною передачею, 7-ма серія)
Наприкінці 1956 Харківський завод випустив двосекційний тепловоз, який позначили ТЕ7-001. Від ТЕ3 новий локомотив відрізнявся зниженням передатного числа тягового редуктора з 4,41 (75:17) до 2,54 (66:26), що дозволило підвищити швидкість тривалого режиму до 35 км/год, а максимальну — до 140 км/год. ТЕ7 отримав більш високу і світлу кабіну машиніста, яку згодом стали застосовувати на всіх ТЕ3. Також були внесені невеликі зміни в конструкцію бічних опор кузова і застосовано обладнання для роботи з гальмами пасажирського типу.
1957 ТЕ7-001 проходив випробування на залізничній лінії Москва — Ленінград (Жовтнева залізниця), впродовж яких водив кур'єрські та швидкі поїзди, включаючи «Червону стрілу», замінивши паровози П36.
До 1962 включно Харківський завод випустив ще 26 тепловозів ТЕ7, а в 1963 і 1964 85 тепловозів випустив Луганський тепловозобудівний завод. Крім лінії Москва — Ленінград, перші ТЕ7 обслуговували також напрямок Москва — Київ. Надалі ці локомотиви були зосереджені на залізницях Української і Білоруської Радянських Соціалістичних Республік. З середини 1960-их їх почали поступово замінювати тепловозами ТЕП60 і електровозами (ЧС1, ЧС2, ЧС4).